# Live at Paradiso
Live at Paradiso – album koncertowy amerykańskiej piosenkarki Beth Hart. Wydawnictwo ukazało się 6 września 2005 roku nakładem wytwórni muzycznej Koch Records. Album trafił do sprzedaży na płytach CD i DVD. Beth Hart podczas występu wsparli basista Tom Lilly, gitarzysta Jon Nichols oraz perkusista John Wyman.

## Lista utworów
Opracowano na podstawie materiału źródłowego.
| CD  | CD                       | CD      |
| Nr  | Tytuł utworu             | Długość |
| --- | ------------------------ | ------- |
| 1.  | „Delicious Surprise”     | 4:15    |
| 2.  | „Guilty”                 | 4:52    |
| 3.  | „Leave The Light On”     | 4:42    |
| 4.  | „Lifts You Up”           | 3:59    |
| 5.  | „Broken & Ugly”          | 4:48    |
| 6.  | „Get Your Shit Together” | 5:56    |
| 7.  | „Immortal”               | 7:07    |
| 8.  | „Monkey Back”            | 5:37    |
| 9.  | „Am I The One”           | 10:44   |
| 10. | „Mama”                   | 4:25    |
| 11. | „L.A. Song”              | 4:31    |
| 12. | „World Without You”      | 5:17    |
| 13. | „Whole Lotta Love”       | 7:54    |
|     |                          | 1:14:07 |

| DVD | DVD                      | DVD     |
| Nr  | Tytuł utworu             | Długość |
| --- | ------------------------ | ------- |
| 1.  | „Hiding Under Water”     |         |
| 2.  | „Delicious Surprise”     |         |
| 3.  | „Guilty”                 |         |
| 4.  | „Leave The Light On”     |         |
| 5.  | „Lifts You Up”           |         |
| 6.  | „Broken And Ugly”        |         |
| 7.  | „Get Your Shit Together” |         |
| 8.  | „Immortal”               |         |
| 9.  | „Lay Your Hands On Me”   |         |
| 10. | „Monkey Back”            |         |
| 11. | „Am I The One”           |         |
| 12. | „Mama”                   |         |
| 13. | „L.A. Song”              |         |
| 14. | „World Without Me”       |         |
| 15. | „Whole Lotta Love”       |         |
| 16. | „I Don’t Need A Doctor”  |         |

## Listy sprzedaży
| Lista      | Kraj     | Pozycja |
| ---------- | -------- | ------- |
| MegaCharts | Holandia | 88      |